# Бхавишья-пурана

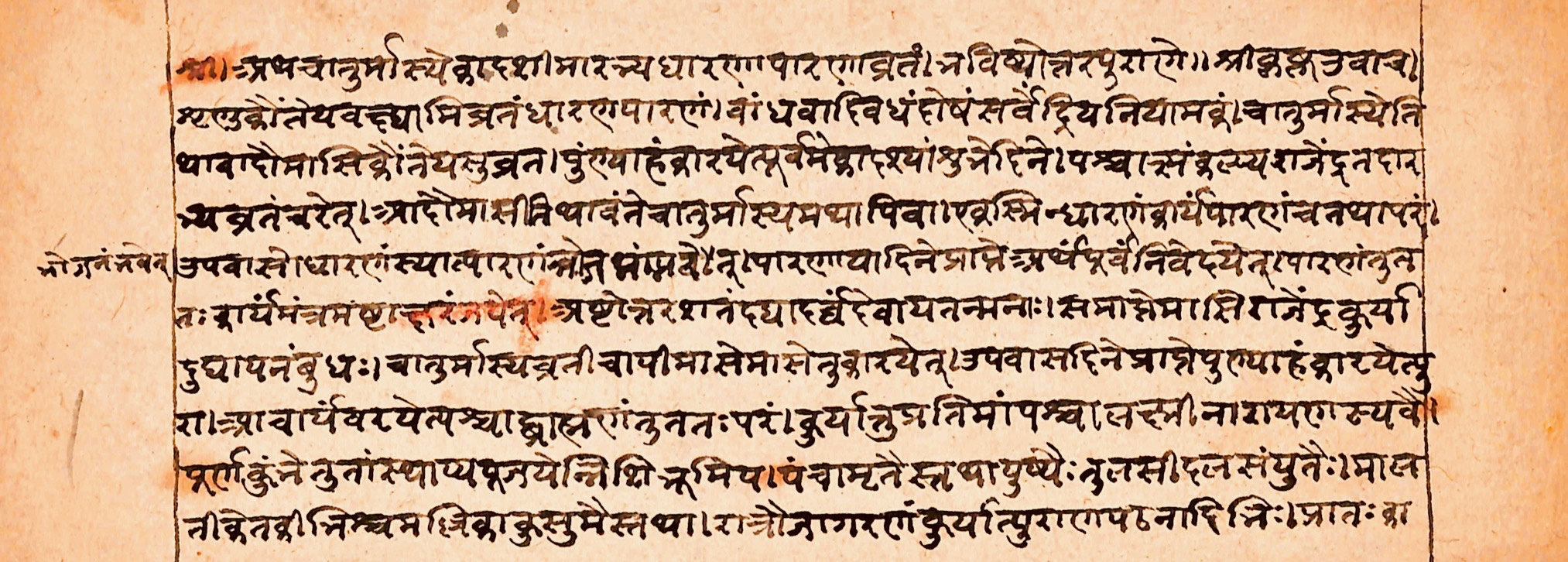
Текст одной из глав пураны на санскрите

«Бхави́шья-пура́на» (санскр. भविष्य पुराण, IAST: Bhaviṣya Purāṇa) — священный текст индуизма на санскрите, одна из восемнадцати основных Пуран (называемых «махапуранами»). Автором «Бхавишья-пураны» в традиции индуизма принято считать ведийского мудреца и составителя Вед Вьясу. Слово бхавишья в переводе с санскрита означает буквально «будущее» и название этой Пураны можно перевести как «текст с пророчествами о будущем». Хотя «Бхавишья-пурана» принадлежит к пураническому жанру, в ней содержится очень мало легенд. Это одна из нескольких Пуран, в которой вслед за описанием царских династий прошлого следует описание царей, которые будут править в будущем.
По мнению учёных, дошедший до нас текст «Бхавишья-пураны» представляет собой сборник материалов разных времён — от очень древних до сравнительно недавних. Части текста возможно были заимствованы из «Ману-смрити», в частности, описание творения Вселенной. В Шиварахасья-кханде «Шанкара-самхиты» «Бхавишья-пурана» классифицируется как одна из десяти основных шиваитских Пуран. Текст с подобным названием упоминается уже в Дхармасутрах, а её наличный материал постепенно обрастал все новыми «пророчествами» (по мере их реализации) вплоть до упоминания королевы Виктории и Махатмы Ганди. Согласно традиционной классификации Пуран согласно трём гунам материальной природы (которая приводится в «Падма-пуране»), «Бхавишья-пурана» относится к категории раджаса, к которой принадлежат все Пураны, чьим центральным божеством является Брахма.